# Andreas Wittwer
Andreas Wittwer (5 ottobre 1990) è un ex calciatore svizzero, di ruolo difensore.

## Carriera

### Club
Nella stagione 2011-2012 ha esordito nelle coppe europee con la maglia del Thun. Alla fine della stagione 2012-2013, il Thun gli rinnova il contratto per altri due anni.

### Nazionale
Gioca la sua prima partita con la Svizzera Under-21 a Koprivnica il 2 giugno 2012 in occasione della partita valida per le qualificazioni all'Europeo 2013 contro la Croazia, sostituendo Kerim Frei nel secondo tempo.